# Еррін-де-Кампос
Еррін-де-Кампос (ісп. Herrín de Campos) — муніципалітет в Іспанії, у складі автономної спільноти Кастилія-і-Леон, у провінції Вальядолід. Населення — 154 особи (2010).
Муніципалітет розташований на відстані близько 220 км на північний захід від Мадрида, 55 км на північ від Вальядоліда.

## Демографія
Динаміка населення (INE ):